# Titus Buberník
Titus Buberník, né le 12 octobre 1933 à Pusté Úľany à l'époque en Tchécoslovaquie, aujourd'hui en Slovaquie et mort le 27 mars 2022, est un joueur de football international tchécoslovaque (slovaque) qui évoluait au poste de défenseur.

## Biographie

### Carrière en club
Avec le club du CH Bratislava, il remporte un championnat de Tchécoslovaquie et deux International football cup. Il joue par ailleurs trois matchs en Coupe d'Europe des clubs champions.

### Carrière en sélection
Avec l'équipe de Tchécoslovaquie, il joue 23 matchs (pour 5 buts inscrits) entre 1958 et 1963. 
Il joue son premier match en équipe nationale le 17 juin 1958 contre l'Irlande du Nord et son dernier le 3 novembre 1963 contre la Yougoslavie.
Il figure dans le groupe des sélectionnés lors des Coupes du monde de 1958 et de 1962. Il dispute un seul match lors du mondial 1958, et aucun lors du mondial 1962 où son équipe arrive jusqu'en finale.
Il participe également à l'Euro de 1960.

## Palmarès
| \| CH Bratislava - Championnat de Tchécoslovaquie (1) : - Champion : 1958-59. - Vice-champion : 1960-61. - International football cup (2) : - Vainqueur : 1963 et 1964. - Finaliste : 1967. \| \| LASK Linz - Coupe d'Autriche (1) : - Finaliste : 1969-70. \| |  | Tchécoslovaquie - Coupe du monde : - Finaliste : 1962.    |
| CH Bratislava - Championnat de Tchécoslovaquie (1) : - Champion : 1958-59. - Vice-champion : 1960-61. - International football cup (2) : - Vainqueur : 1963 et 1964. - Finaliste : 1967.                                                                       |  | LASK Linz - Coupe d'Autriche (1) : - Finaliste : 1969-70. |